# Daniele Interrante
Daniele Interrante (Milano, 9 dicembre 1980) è un ex modello, opinionista e personaggio televisivo italiano.

## Biografia
Nasce a Milano, da genitori originari di Sciacca, in provincia di Agrigento. A 15 anni diventa nuotatore agonistico con tre partecipazioni ai campionati nazionali ed una convocazione nella nazionale juniores. Ottiene la maturità scientifica, e si iscrive alla facoltà di Giurisprudenza (che poi abbandona dopo poco più di un anno con due soli esami sostenuti), prima di intraprendere la carriera di spogliarellista, e debuttare in televisione nella trasmissione Mediaset Il brutto anatroccolo, condotta da Amanda Lear. 
Intraprendere parallelamente anche la carriera di modello per Gianfranco Ferré e Grigio Perla. 
Nel 2003 diventa tronista di Uomini e donne, trasmissione che gli fa raggiungere la popolarità. Nell'estate 2004 partecipa al reality Volere o volare, e nel 2005 è un concorrente della terza edizione de L'isola dei famosi (dove viene eliminato nel corso della quinta settimana con il 69% dei voti). In quegli anni stringe amicizia con l'allora premier Silvio Berlusconi. 
Tra le sue partecipazioni televisive si annoverano Buona Domenica condotta da Maurizio Costanzo, Ci vediamo su Rai Uno condotta da Paolo Limiti e Quelli che il calcio condotta da Simona Ventura.
Nel 2005 ottiene un ruolo da co-protagonista del lungometraggio Troppo belli, assieme al collega tronista Costantino Vitagliano. Il film viene distribuito nelle sale cinematografiche italiane dal 22 aprile dello stesso anno, ma non riscuote il successo sperato. Nel 2006 conduce Yaris, un programma settimanale su Rai 2, 13 puntate di CD Live Estate 2006. Nel 2007 partecipa al reality show Notti sul ghiaccio condotto da Milly Carlucci pattinando in coppia con Elisabetta Besozzi. Dal 2017 è tra gli opinionisti fissi di Domenica Live e, a partire dal 2019, di  Live - Non è la D'Urso, condotti entrambi da Barbara D'Urso su Canale 5. Dal 2021, con la cessazione del programma, le sue apparizioni hanno avuto termine.

## Vita privata
Insieme all'imprenditore Riccardo Satta, fratello della showgirl Melissa Satta (con la quale ha avuto una relazione), possiede una piccola catena di boutique.
Il 29 aprile 2010 ha sposato, in una cerimonia tenuta in Giamaica, l'ex concorrente del GF7 Guendalina Canessa, dalla quale pochi mesi dopo ha avuto una figlia. Nel 2012 si separa dalla Canessa e inizia una relazione con Francesca De André, figlia del cantautore Cristiano e nipote di Fabrizio. Il loro rapporto termina nel 2017.

## Filmografia
- Troppo belli, regia di Ugo Fabrizio Giordani (2005)
- Vita Smeralda, regia di Jerry Calà (2006) - cameo

## Programmi televisivi
- Il brutto anatroccolo (Italia 1, 2003) - valletto
- Uomini e Donne (Canale 5, 2003/2004) - tronista
- Buona Domenica (Canale 5, 2004-2006) - ospite fisso
- Volere o volare (Canale 5, 2004) - concorrente
- Ci vediamo su Rai Uno (Rai 1, 2005) - opinionista
- L'isola dei famosi (terza edizione) (Rai 2, 2005) - concorrente
- CD Live Estate 2006 (Rai 2, 2006) - conduttore
- Notti sul ghiaccio (Rai 1, 2007) - concorrente
- Italia allo specchio (Rai 2, 2008) - opinionista
- Quelli che il calcio (Rai 2, 2007-2008) - opinionista
- Pomeriggio sul 2 (Rai 2, 2010-2011) - opinionista
- Avanti un altro! (Canale 5, 2012) - concorrente
- Domenica Live (Canale 5, 2017-2021) - opinionista
- Live - Non è la D'Urso (Canale 5, 2019-2021) - opinionista